# Prémilhat
Prémilhat – miejscowość i gmina we Francji, w regionie Owernia-Rodan-Alpy, w departamencie Allier.

## Demografia
Według danych na rok 1990 gminę zamieszkiwało 2051 osób, a gęstość zaludnienia wynosiła 97 osób/km². W styczniu 2015 r. Prémilhat zamieszkiwały 2434 osoby, przy gęstości zaludnienia wynoszącej 115,1 osób/km².